# Augustin Peene
Augustin-Pierre-Charles Peène conocido como Augustin Peene, nacido en 1853 y fallecido en  1913 , es un escultor francés.

## Datos biográficos
Nacido en Francia en 1853.
Fue alumno de la École nationale supérieure des beaux-arts.
A los 28 años, en 1881, participa y obtiene el segundo Premio de Roma en escultura, por detrás de Jules Jacques Labatut, primero. La obra presentada es un bajorrelieve en yeso titulado en francés: Tyrtée chantant ses Messéniennes devant les Lacédemoniens. La obra del primero, queda en propiedad del Estado francés y es depositada según dicta el reglamento del concurso en la escuela de Bellas Artes de París, donde se ha conservado desde entonces con el código de inventario PRS 70, no ocurre lo mismo con la del segundo, que probablemente se ha perdido.
Participó en la decoración escultórica del Ayuntamiento de Dunkerque en 1900
Falleció en 1913 a los 60 años.

## Obras
Entre las mejores y más conocidas obras de Augustin Peene se incluyen las siguientes:
- Tirteo cantando sus Mesaninas frente a los espartanos

Tyrtée chantant ses Messéniennes devant les Lacédemoniens. Bajorrelieve en yeso 1881.
- Madeleine au réveil, 1911-1912 , mármol, jardín del Carrousel de París. Que fue fotografiada por Eugene Atget.[4]